# فنلنديا
 فنلنديا  أوبيس. 26، هو قصيد سيمفوني كتبه المؤلف الموسيقى الفنلندي جان سيبيليوس. وقد كتب في عام 1899 والمعدل في عام 1900. العمل كثب لاحتفالات الصحافة لعام 1899، احتجاجا سريا ضد زيادة الرقابة من الإمبراطورية الروسية، وكان آخر سبع قطع تؤدى كمصاحبة للوحة تصور حلقة من التاريخ الفنلندي. كان العرض الأول يوم 2 يوليو 1900 في هلسنكي مع جمعية هلسنكي الفيلهارمونية التي قادها المايسترو روبرت فون كاجان. وإستغرق أداؤها ملبين بين 7½ و 9 دقائق.
من أجل تجنب الرقابة الروسية،  فنلنديا  كان يتعين القيام بعزفها تحت أسماء بديلة في مختلف الحفلات الموسيقية. كانت العناوين التي بموجبها أحدثت تمويها في أحيان عديدة، من الأمثلة الشهيرة كونها  مشاعر سعيدة في صحوة الربيع الفنلندية،  و  جوقة مارس الاسكندنافية
معظم المقطوعة الموسيقية يتم تناولها مع أنغام مثيرة ومضطربة، وتجسد النضال الوطني للشعب الفنلندي.وعندما تصل الموسيقى نحو النهاية، فإن هدوء يأتي على الأوركسترا، وبسمع لحن هادئ  ترنيمة فنلنديا . كثيرا ما يستشهد بشكل صحيح أنه لحن شعبي تقليدي، وقسم الترنيمة هو من إبداعات سيبيليوس الخاصة.
على الرغم من أنه قام بتأليفه للأزركسترا في البداية، في عام 1900 , قام سيبيليوس بترتيب العمل منفردا للبيانو.
سيبيليوس في وقت لاحق قام بتعديل  ترنيمة فنلنديا  إلى قطعة قائمة بذاتها. هذا النشيد، مع كلمات مكتوبة في عام 1941 من قبل فايكو انتيرو كوسكينيمي، هي واحدة من أهم الأغنيات الوطنية من فنلندا.
بكلمات مختلفة، تغنى أيضا على أنها نشيد دينى ( لا يزال، روحي ، كما  حائل، يوم مهرجاني )، وكان النشيد الوطني من دولة أفريقية لم تدم طويلا من بيافرا ( أرض الشمس المشرقة ). في ربيع عام 1963، وجامعة رايس صوت الطلاب لإقامة أغنية المدرسة ( رايس بيتنا )، استخدام الموسيقى من  ترنيمة فنلنديا  وقد لعبت الأغنية في 1964 Rice Commencement, لكن على خلاف ذلك لم تعتمد رسميا.

## إحتفاء الصحافة بالموسيقى
وعلى غرار حاشية كاريليا حاشية احتفالات الصحافة الموسيقى الأصلية لم يتم إطلاقها أصلا تحت إشراف سيبيليوس، ولكن بعد ما يقرب من 99 عاما حيث المدونات الموسيقية لم يمسها أحد.
أعيد بناء الحاشية وأطلقت على قرصين مدمجين مختلفين، الأول من قبل تامبيري أوركسترا في عام 1998، التي أجراها قائد الأوركسترا تيوماس اوليلا, والثاني من قبل أوركسترا لاهتي السيمفونية في عام 2000، التي أجرتها أوسمو فانسكا .